# Associazione Calcio Renate 2015-2016
Questa voce raccoglie le informazioni riguardanti il Renate nelle competizioni ufficiali della stagione 2015-2016.

## Stagione
Nella stagione 2015-2016 il Renate disputa il girone A del campionato di Lega Pro, con 43 punti ha ottenuto l'undicesima piazza. Sono stato tre i tecnici che si sono alternati sulla panchina nerazzurra nel corso della stagione, ha iniziato la stagione Simone Boldini, sostituito ai primi di dicembre da Gioachino Adamo suo aiutante, per una sola gara persa (0-2) contro il Pro Piacenza, poi fino al termine della stagione Giovanni Colella. Al termine del girone di andata il Renate è terz'ultimo con 15 punti, poi il cambio di marcia, nel girone di ritorno raccoglie 28 punti, blindando così la salvezza. Nella Coppa Italia di Lega Pro il Renate disputa il girone A di qualificazione con poche soddisfazioni, perdendo entrambe le gare con Pro Piacenza e Lumezzane.

## Divise e sponsor
Lo sponsor tecnico per la stagione 2015-2016 è Erreà, mentre gli sponsor ufficiali sono Yale (in casa) è Carer (in trasferta).
| Casa | Trasferta | Terza divisa | Quarta divisa |

## Organigramma societario
Area direttiva
- Presidente: Luigi Spreafico e Giancarlo Citterio
- Vicepresidente: Massimo Villa
- Amministratore delegato: Raffaele Perillo
- Direttore sportivo: Gianluca Andrissi

Area tecnica
- Allenatore: Simone Boldini poi Giovanni Colella
- Viceallenatore: Gioacchino Adamo
- Massaggiatori: Alessandro Pozzi e Stefano Zardoni
- Preparatore atletico: Diego Scirea

## Rosa
| N. |                   | Ruolo | Calciatore        |
| -- | ----------------- | ----- | ----------------- |
|    | Italia (bandiera) | P     | Paolo Castelli    |
|    | Italia (bandiera) | P     | Simone Moschin    |
|    | Italia (bandiera) | D     | Marco Anghileri   |
|    | Italia (bandiera) | D     | Matteo Di Gennaro |
|    | Italia (bandiera) | D     | Alessio Iovine    |
|    | Italia (bandiera) | D     | Paolo Migliavacca |
|    | Italia (bandiera) | D     | Stefano Morotti   |
|    | Italia (bandiera) | D     | Ruggero Riva      |
|    | Italia (bandiera) | D     | Giacomo Sciacca   |
|    | Italia (bandiera) | D     | Matteo Solini     |
|    | Italia (bandiera) | D     | Dario Teso        |
|    | Italia (bandiera) | C     | Marco Chimenti    |
|    | Italia (bandiera) | C     | Giovanni Graziano |

| N. |                               | Ruolo | Calciatore           |
| -- | ----------------------------- | ----- | -------------------- |
|    | Italia (bandiera)             | C     | Andrea Malgrati      |
|    | Ghana (bandiera)              | C     | Isaac Ntow           |
|    | Italia (bandiera)             | C     | Nicola Pavan         |
|    | Italia (bandiera)             | C     | Andrea Romanò        |
|    | Italia (bandiera)             | C     | Jacopo Scaccabarozzi |
|    | Italia (bandiera)             | C     | Paolo Valagussa      |
|    | Italia (bandiera)             | A     | Alessio Curcio       |
|    | Italia (bandiera)             | A     | Damien Florian       |
|    | Ghana (bandiera)              | A     | Caleb Ekuban         |
|    | Rep. Centrafricana (bandiera) | A     | Evans Kondogbia      |
|    | Italia (bandiera)             | A     | Aiman Napoli         |
|    | Italia (bandiera)             | A     | Lamine N'Diaye       |
|    | Italia (bandiera)             | A     | Marco Valotti        |

## Risultati

### Campionato di Lega Pro girone A

#### Girone di andata
| Arbitro: | Amabile (Vicenza) |

|            |           |  |
| Carini 80’ | Marcatori |  |

| Arbitro: | Volpi (Arezzo) |

|            |           |              |
| Ekuban 34’ | Marcatori | 87’ F. Perna |

| Meda 19 settembre 2015, ore 15:00 CEST 3ª giornata | Renate                | 0 – 0 | Cittadella | Stadio Città di Meda\| Arbitro: \| Nicoletti (Catanzaro) \| |
| Arbitro:                                           | Nicoletti (Catanzaro) |       |            |                                                             |

| Pordenone 27 settembre 2015, ore 15:00 CEST 4ª giornata | Pordenone        | 0 – 0 | Renate | Stadio Ottavio Bottecchia\| Arbitro: \| Andreini (Forlì) \| |
| Arbitro:                                                | Andreini (Forlì) |       |        |                                                             |

| Arbitro: | De Tullio (Bari) |

|  |           |                        |
|  | Marcatori | 3’ Barbuti 80’ Russini |

| Arbitro: | Zingarelli (Siena) |

|                                              |           |  |
| Arma 52’ Bruccini 57’ Siega 72’ Angiulli 87’ | Marcatori |  |

| Meda 18 ottobre 2015, ore 15:00 CEST 7ª giornata | Renate           | 0 – 0 | Padova | Stadio Città di Meda\| Arbitro: \| Spinelli (Terni) \| |
| Arbitro:                                         | Spinelli (Terni) |       |        |                                                        |

| Arbitro: | Piscopo (Imperia) |

|                                                        |           |             |
| Nicco 5’ Bocalon 19’ Marras 33’ Fischnaller 77’ (rig.) | Marcatori | 48’ Valotti |

| Arbitro: | Cipriani (Empoli) |

|                     |           |                                               |
| Bracaletti 43’, 50’ | Marcatori | 21’ M. Di Gennaro 30’, 45’ Valotti 41’ Ekuban |

| Meda 7 novembre 2015, ore 17:30 CET 10ª giornata | Renate                   | 0 – 0 | Pavia | Stadio Città di Meda\| Arbitro: \| Catona (Reggio Calabria) \| |
| Arbitro:                                         | Catona (Reggio Calabria) |       |       |                                                                |

| Bolzano 14 novembre 2015, ore 18:00 CET 11ª giornata | Südtirol               | 0 – 0 | Renate | Stadio Druso\| Arbitro: \| Marchetti (Ostia Lido) \| |
| Arbitro:                                             | Marchetti (Ostia Lido) |       |        |                                                      |

| Arbitro: | Robilotta (Sala Consilina) |

|  |           |                  |
|  | Marcatori | 60’ A. Brighenti |

| Arbitro: | Detta (Mantova) |

|             |           |  |
| D'Iglio 37’ | Marcatori |  |

| Arbitro: | Annaloro (Collegno) |

|  |           |                    |
|  | Marcatori | 55’ Barba 61’ Sall |

| Arbitro: | D'Apice (Arezzo) |

|                           |           |  |
| Stevanin 73’ Fabbro 90+2’ | Marcatori |  |

| Arbitro: | Sassoli (Arezzo) |

|           |           |  |
| Napoli 6’ | Marcatori |  |

| Arbitro: | Sprezzola (Mestre) |

|  |           |             |
|  | Marcatori | 74’ Florian |

#### Girone di ritorno
| Arbitro: | Mantelli (Brescia) |

|             |           |                   |
| Florian 60’ | Marcatori | 72’ (aut.) Napoli |

| Arbitro: | Boggi (Salerno) |

|                       |           |                     |
| Gasbarroni 29’ (rig.) | Marcatori | 7’ Florian 75’ Teso |

| Arbitro: | De Remigis (Teramo) |

|                                        |           |                  |
| Bizzotto 1’ Litteri 8’, 90+2’ Lora 71’ | Marcatori | 43’, 53’ Florian |

| Arbitro: | Miele (Torino) |

|  |           |                                  |
|  | Marcatori | 23’ Pederzoli 88’ Alb. Filippini |

| Arbitro: | Mei (Pesaro) |

|          |           |                                       |
| Cruz 68’ | Marcatori | 23’ Napoli 83’ Graziano 88’ A. Curcio |

| Arbitro: | Meleleo (Casarano) |

|               |           |  |
| Valagussa 85’ | Marcatori |  |

| Arbitro: | Luciano (Lamezia Terme) |

|                |           |  |
| Altinier 45+1’ | Marcatori |  |

| Arbitro: | Bertani (Pisa) |

|  |           |                                                     |
|  | Marcatori | 16’, 71’ Branca 57’ Bocalon 90+2’ (rig.) M. Marconi |

| Arbitro: | Lacagnina (Caltanissetta) |

|           |           |  |
| Pavan 79’ | Marcatori |  |

| Arbitro: | Vesprini (Macerata) |

|              |           |                                    |
| Cesarini 57’ | Marcatori | 7’ (rig.) Napoli 11’ Scaccabarozzi |

| Meda 24 marzo 2016, ore 15:00 CET 28ª giornata | Renate               | 0 – 0 | Südtirol | Stadio Città di Meda\| Arbitro: \| Pasciuta (Agrigento) \| |
| Arbitro:                                       | Pasciuta (Agrigento) |       |          |                                                            |

| Arbitro: | Andreini (Forlì) |

|                           |           |  |
| Scarsella 3’ Magnaghi 23’ | Marcatori |  |

| Arbitro: | Cipriani (Empoli) |

|                                |           |  |
| Scaccabarozzi 32’ Ekuban 45+2’ | Marcatori |  |

| Piacenza 17 aprile 2016, ore 15:00 CEST 31ª giornata | Pro Piacenza | 0 – 0 | Renate | Stadio Leonardo Garilli\| Arbitro: \| Giua (Pisa) \| |
| Arbitro:                                             | Giua (Pisa)  |       |        |                                                      |

| Arbitro: | Marinelli (Tivoli) |

|            |           |  |
| Napoli 78’ | Marcatori |  |

| Cuneo 1 maggio 2016, ore 15:00 CEST 33ª giornata | Cuneo             | 0 – 0 | Renate | Stadio Fratelli Paschiero\| Arbitro: \| Piccinini (Forlì) \| |
| Arbitro:                                         | Piccinini (Forlì) |       |        |                                                              |

| Arbitro: | Detta (Mantova) |

|                              |           |             |
| Napoli 4’ Teso 9’ Ekuban 65’ | Marcatori | 33’ Santana |

### Coppa Italia di Lega Pro
| Arbitro: | Provesi (Treviglio) |

|                          |           |            |
| Cristofoli 8’ Bini 90+3’ | Marcatori | 63’ Iovine |

| Arbitro: | De Tullio (Bari) |

|  |           |         |
|  | Marcatori | 6’ Cruz |